# برينو بورجيس
برينو فينيسيوس رودريغيز بورخيس (من مواليد 13 أكتوبر 1989)، المعروف باسم برينو، هو لاعب كرة قدم برازيلي محترف سابق لعب في مركز قلب الدفاع. كان ضمن تشكيلة البرازيل التي فازت بالميدالية البرونزية في أولمبياد 2008.
لعب مع نادي ساو باولو سنة 2007م. ثم انتقل للعب مع نادي بايرن ميونخ من سنة (2008-2021).

## الجدل
في 24 سبتمبر 2011، القي القبض على برينو بعد أن أصدر المدعي العام في ميونيخ مذكرة توقيف للاشتباه في قمع الأدلة وحقيقة أنه قد يكون خطرًا محتملاً على رحلات الطيران. كان سبب الاعتقال هو "الاشتباه في حدوث حريق متعمد" فيما يتعلق بالتدمير شبه الكامل لفيلته في حريق مشبوه. وقدرت الأضرار التي لحقت بفيلته بمبلغ 1.5 مليون يورو. ولم يعلق بايرن ميونيخ على الاعتقال. وكان مسؤولو النادي قد نصحوه سابقًا بطلب المساعدة من طبيب نفسي فيما يتعلق بالإحباطات الناجمة عن الإصابة، والتي كان البعض يخشى أن تكون نهاية مسيرته. في 6 أكتوبر 2011 أُطلق سراحه بكفالة. في 11 أبريل 2012، اتهم المدعون الألمان برينو بتهمة افتعال حريق بشكل متعمد الذي تسبب في حرق الفيلا المستأجرة. في 4 يوليو 2012، حكم على برينو بالسجن لمدة ثلاث سنوات وتسعة أشهر.

## روابط خارجية
- برينو بورجيس على موقع الاتحاد الدولي (مؤرشف)  (الإنجليزية)
- برينو بورجيس على موقع قاعدة بيانات كرة القدم.إي يو (الإنجليزية)
- برينو بورجيس على موقع بيانات كرة القدم. دي إي (الألمانية)
- برينو بورجيس على موقع Soccerway.com (الإنجليزية)
- برينو بورجيس على موقع عالم كرة القدم.نت (الإنجليزية)
- برينو بورجيس على موقع أوليمبيديا (الإنجليزية)
- برينو بورجيس على موقع اللجنة الأولمبية البرازيلية (البرتغالية)
- برينو بورجيس على موقع AS.com (الإسبانية)